# دن آند بي هوفرز
دي آند بي هوفرز هي شركة أمريكية تعنى بأبحاث الأعمال وتقدم معلومات عن الشركات والصناعات من خلال منصة خاصة بهم والتي تسمى "Hoover's" تم تأسيسها على يد غاري هوفرز وباتريك بينس في عام 1990. في عام 2003 ، تم الاستحواذ عليها من قبل دن آند برادستريت  وتم تشغيلها لفترة من الوقت كشركة فرعية مملوكة بالكامل. في عام 2017 ، تمت إعادة تسمية منتج هوفر بعلامة دي آند بي هوفرز.

## النشأة والتطور
نمت الشركة بسرعة تحت قيادة فريق عمل بقيادة سبين وفريق شمل كارل شيبرد ولين أتشيسون وإليزابيث ديمارسي وجاني سبيدي وكريس راو وجوردون أندرسون. شغل باتريك بينس منصب الرئيس التنفيذي من 1993 إلى 2001 ورئيس مجلس الإدارة من 1994 إلى 2002.
طرحت هوفر لأول مرة في بورصة نازداك عام 1999.  ثم أصبحت الشركة تابعة لشركة دن آند برادستريت،  والتي اشترت هوفر مقابل 119 مليون دولار في عام 2003.
بعد استحواذ دن آند برادستريت على ايفنشن في عام 2017 ، تم إطلاق حل D&B Hoovers واستبدل منتج Hoover الحالي. 
تحتفظ الشركة بقاعدة بيانات لأكثر من 330 مليون شركة بها 30000 مصدر بيانات عالمي يتم تحديثها 5 ملايين مرة يوميًا. فهي تجمع بيانات دن آند برادستريت مع منصة تسريع المبيعات من ايفنشن Avention. [10] تُباع الاشتراكات بشكل أساسي لمحترفي المبيعات والتسويق وتطوير الأعمال الذين يسعون للحصول على معلومات الاتصال الخاصة بالعملاء المحتملين. تُستخدم قاعدة البيانات لتوليد العملاء المحتملين، والتوعية، والتحضير لمكالمات البيع، والبحث عن الشركات، واكتساب عملاء جدد.
إلى جانب نشر المعلومات من خلال منتج D&B Hoovers ، يتم أيضًا توزيع المعلومات عبر موجز البيانات واتفاقيات ترخيص الجهات الخارجية.
تقدم D&B Hoovers معلومات تجارية مسجلة الملكية من خلال منصة عبر الإنترنت وحلول سير عمل متكاملة. يحتوي المنتج على بيانات حول أكثر من 120 مليون سجل أعمال عبر 1000نطاق و صناعة.

## روابط خارجية
- الموقع الرسمي